# Rugby Europe U18 Championship 2007
El Rugby Europe U18 Championship del 2007 se disputó en Francia y fue la cuarta edición del torneo en categoría M18.

## Equipos participantes
- Selección juvenil de rugby de Francia
- Selección juvenil de rugby de Georgia
- Selección juvenil de rugby de Inglaterra
- Selección juvenil de rugby de Irlanda
- Selección juvenil de rugby de Italia
- Selección juvenil de rugby de Portugal
- Selección juvenil de rugby de Rumania
- Selección juvenil de rugby de Rusia

## Resultados

### Cuartos de final
- Los perdedores avanzan a la copa de plata

| 1 de abril | Georgia | 0 - 27 | Irlanda |  |  |

| 1 de abril | Francia | 84 - 6 | Rumania |  |  |

| 1 de abril | Italia | 27 - 9 | Rusia |  |  |

| 1 de abril | Inglaterra | 79 - 0 | Portugal |  |  |

### Semifinal de Plata
| 4 de abril | Rumania | 19 - 17 | Rusia |  |  |

| 4 de abril | Georgia | 17 - 8 | Portugal |  |  |

### Semifinales Campeonato
| 4 de abril | Francia | 52 - 3 | Italia |  |  |

| 4 de abril | Inglaterra | 7 - 10 | Irlanda |  |  |

### Séptimo puesto
| 7 de abril | Rusia | 34 - 17 | Portugal |  |  |

### Quinto puesto
| 7 de abril | Rumania | 10 - 7 | Georgia |  |  |

### Tercer puesto
| 7 de abril | Inglaterra | 52 - 9 | Italia |  |  |

### Final
| 7 de abril | Francia | 8 - 8 | Irlanda |  |  |

| Bandera de Francia |
| Campeón Francia    |
| Segundo título     |